# NGC 5736
NGC 5736 é uma galáxia espiral (Sa) localizada na direcção da constelação de Boötes. Possui uma declinação de +11° 12' 11" e uma ascensão recta de 14 horas, 43 minutos e 30,8 segundos.
A galáxia NGC 5736 foi descoberta em 19 de Abril de 1887 por Lewis A. Swift.